# Élisabeth de Bavière (1863-1924)
Pour les articles homonymes, voir Élisabeth de Bavière.
La princesse Marie Élisabeth Louise Amélie Elvire Blanche Éléonore de Bavière (en allemand, Isabella Prinzessin von Bayern ; en italien, Principessa Isabella di Baviera), née le 31 août 1863 au château Nymphenburg de Munich, en Bavière, et décédée le 26 février 1924 à Rome, en Italie, est le troisième enfant et la fille aînée du prince Adalbert de Bavière et de l’infante Amélie d’Espagne.

## Famille
Le 14 avril 1883, la princesse Élisabeth de Bavière épouse à Munich le prince Thomas de Savoie-Gênes (1854-1931), duc de Gênes, fils du duc Ferdinand de Gênes et de la princesse Élisabeth de Saxe. De leur union naissent six enfants :
- Ferdinand de Savoie-Gênes (né le 21 avril 1884 à Turin, en Italie, et décédé le 24 juin 1963 (à 79 ans) à Bordighera, en Italie), duc d’Udine puis duc de Gênes, qui épouse en 1938 Maria Luisa Alliaga Gandolfi (sans postérité) ;
- Philibert de Savoie-Gênes (né le 10 mars 1895 à Turin, en Italie, et décédé le 7 septembre 1990 (à 95 ans) à Lausanne, en Suisse), duc de Pistoïa puis duc de Gênes, qui épouse en 1928 la princesse et duchesse Lydie d’Arenberg (sans postérité) ;
- Marie-Bonne de Savoie-Gênes (née le 1er août 1896 à Aglie, en Italie, et décédée le 2 février 1971 (à 74 ans) à Rome, en Italie), qui épouse en 1921 le prince Conrad de Bavière (postérité) ;
- Adalbert de Savoie-Gênes (né le 19 mars 1898 à Turin, en Italie, et décédé le 15 décembre 1982 (à 84 ans) à Turin, en Italie), duc de Bergame (sans postérité) ;
- Marie-Adélaïde de Savoie-Gênes (née le 25 avril 1904 à Turin, en Italie, et décédée le 8 février 1979 à Rome, en Italie), qui épouse en 1935 le prince Leone Massimo, prince d’Arsoli (postérité) ;
- Eugène de Savoie-Gênes (né le 13 mars 1906 à Turin, en Italie, et décédé le 8 décembre 1996 (à 90 ans) à Saint-Paul-du-Brésil, au Brésil), duc d’Ancône puis duc de Gênes, qui épouse en 1938 la princesse Lucia de Bourbon-Siciles (dont une fille).

## Titres et honneurs

### Titulature
- 31 août 1863 — 21 mai 1883 : Son Altesse Royale la princesse Élisabeth de Bavière
- 21 mai 1883 — 26 février 1924 : Son Altesse Royale la duchesse de Gênes

### Honneurs
| Dame de l’ordre royal des dames nobles de la reine Marie-Louise                   | Dame de l’ordre royal des dames nobles de la reine Marie-Louise (royaume d’Espagne) |
| Dame de l’ordre de Sainte-Élisabeth                                               | Dame de l’ordre de Sainte-Élisabeth (royaume de Bavière)                            |
| Dame d’honneur de l’ordre de Thérèse                                              | Dame d’honneur de l’ordre de Thérèse (royaume de Bavière)                           |
| Dame grand-croix de l’ordre des Saints-Maurice-et-Lazare                          | Dame grand-croix de l’ordre des Saints-Maurice-et-Lazare (royaume d’Italie)         |
| Dame grand-croix d’honneur et de dévotion de l’ordre souverain militaire de Malte | Dame grand-croix d’honneur et de dévotion de l’ordre souverain de Malte             |